# Marquesado de Vargas
El marquesado de Vargas es un título nobiliario español creado por el rey Carlos II el 8 de febrero de 1700 a favor de Francisco de Vargas y Lezama, caballero de la Orden de Calatrava, del Consejo de S.M. en Hacienda y del Tribunal de la Contaduría Mayor, corregidor y alcalde de Toledo (1689) y de Madrid (1697).

## Listado de los marqueses de Vargas
|                        | Titular                                 | Periodo                |
| Creación por Carlos II | Creación por Carlos II                  | Creación por Carlos II |
| ---------------------- | --------------------------------------- | ---------------------- |
| I                      | Francisco de Vargas y Lezama            | 1700-1713              |
| II                     | Antonio de Vargas y Lezama              | 1713-1735              |
| III                    | Manuel Olmedilla y Vargas               | 1735-1765              |
| IV                     | José Ramón Castaños y Ocáriz            | 1765-1777              |
| V                      | Francisco Fausto Castaños y Salazar     | 1777-1796              |
| VI                     | José María Castaños y Salazar           | 1796-1829              |
| VII                    | José Manuel Barrenechea y Lapaza        | 1829-1848              |
| VIII                   | Fernando José Barrenechea y Lapaza      | 1848-1863              |
| IX                     | Francisco José de la Mata y Barrenechea | 1904-1935              |
| X                      | Hilario de la Mata y Sáenz de Calahorra | 1935/1950-1976         |
| XI                     | Pelayo de la Mata y Pobes               | 1977-actual titular    |

## Historia de los marqueses de Vargas
- Francisco de Vargas y Lezama (Bilbao, 5 de septiembre de 1649- ), I marqués de Vargas.[2] Era hijo de Juan de Vargas y Arteaga y de Ángela Lezama y Jugo.

Casó con María Antonia Lezama de Castrillo. Le sucedió su hijo:
- Antonio de Vargas y Lezama, II marqués de Vargas.

Casó con Micaela Bilbao la Vieja y Taborga. Le sucedió su nieto, hijo de Antonia Vargas y Bilbao la Vieja:
- Manuel Olmedilla y Vargas, III marqués de Vargas.[3]

Le sucedió, en 1765:
- José Ramón Castaños y Ocáriz (Begoña, 24 de abril de 1719-Valladolid), IV marqués de Vargas.[4] Era hijo de José Ignacio de Castaños y Mendieta, capitán de infantería, y de su esposa, María Ana Nicolasa de Ocáriz y Arangúren.[5]

Casó en Bilbao, en 1737, con Francisca Luisa de Salazar y Henríquez de la Carra. Sucedió su hijo:
- Francisco Fausto Castaños y Salazar (Begoña, 1754-Madrid, 7 de octubre de 1796), V marqués de Vargas y mayordomo del rey.[3]

Casó con Blasa Nieto de Paz y Álvarez de Maldonado. Sin descendencia, le sucedió su hermano.
- José María Castaños y Salazar (Begoña, 1762-13 de septiembre de 1829), VI marqués de Vargas y teniente coronel de infantería.[3]

Casó, en Bilbao, en 18 de febrero de 1798, con su sobrina Manuela María Barrenechea y Lapaza, hija de su primo carnal, Manuel Fernando de Barrenechea y Castaños y de María Josefa de Lapaza y Aranguren. Sin descendencia, le sucedió su sobrino y cuñado:
- José Manuel Barrenechea y Lapaza (Tolosa,12 de enero de 1777-Tolosa, 19 de enero de 1848) VII marqués de Vargas.[6]

Casó, en Tolosa, el 29 de abril de 1810, con María Luisa Javiera Zurbano y Michelena. Sin descendencia, le sucedió su hermano.
- Fernando José Barrenechea y Lapaza (Tolosa, 18 de marzo de 1778-Segura, 25 de mayo de 1863), VIII marqués de Vargas.[7]

Soltero, sin descendencia, le sucedió su sobrino, hijo de la V condesa de San Cristóbal, María Felipa Barrenechea y Oñate Azcárate y Marichalar (1833-1918) y Felipe de la Mata y Fernández de Arnedo (1827-1887).
- Francisco José Domingo de la Mata y Barrenechea (Logroño, 13 de mayo de 1864-27 de febrero de 1935), IX marqués de Vargas,[8][9] VI conde de San Cristóbal,[10] político, diputado, concejal y alcalde de Logroño (1899-1902).[9]

Casó, en Logroño, el 1 de agosto de 1889, con Asunción López Montenegro y López de Castejón (m. Bilbao, 1891), hermana de la condesa de Hervías y nieta de los marqueses de Fuerte-Gollano y Velamazán. En 1890, en Logroño, nació su único hijo, Felipe de la Mata y López Montenegro. Le sucedió su sobrino:
- Hilario de la Mata y Sáenz de Calahorra, X marqués de Vargas[11] y VIII conde de San Cristóbal[12] Era hijo de Pablo Pelayo de la Mata y Barrenechea, VIII conde de San Cristóbal, y de su esposa Blanca Sáenz de Calahorra y Martínez Torquemada.

Casó con María Teresa Pobes y Salvador. Le sucedió su hijo.
- Pelayo de la Mata y Pobes (n. Madrid, 1946), XI marqués de Vargas[13] y IX conde de San Cristóbal.[14][15]

Casó con Ana María de Mesa y Tamboruny.